# Johann Traugott Schneider

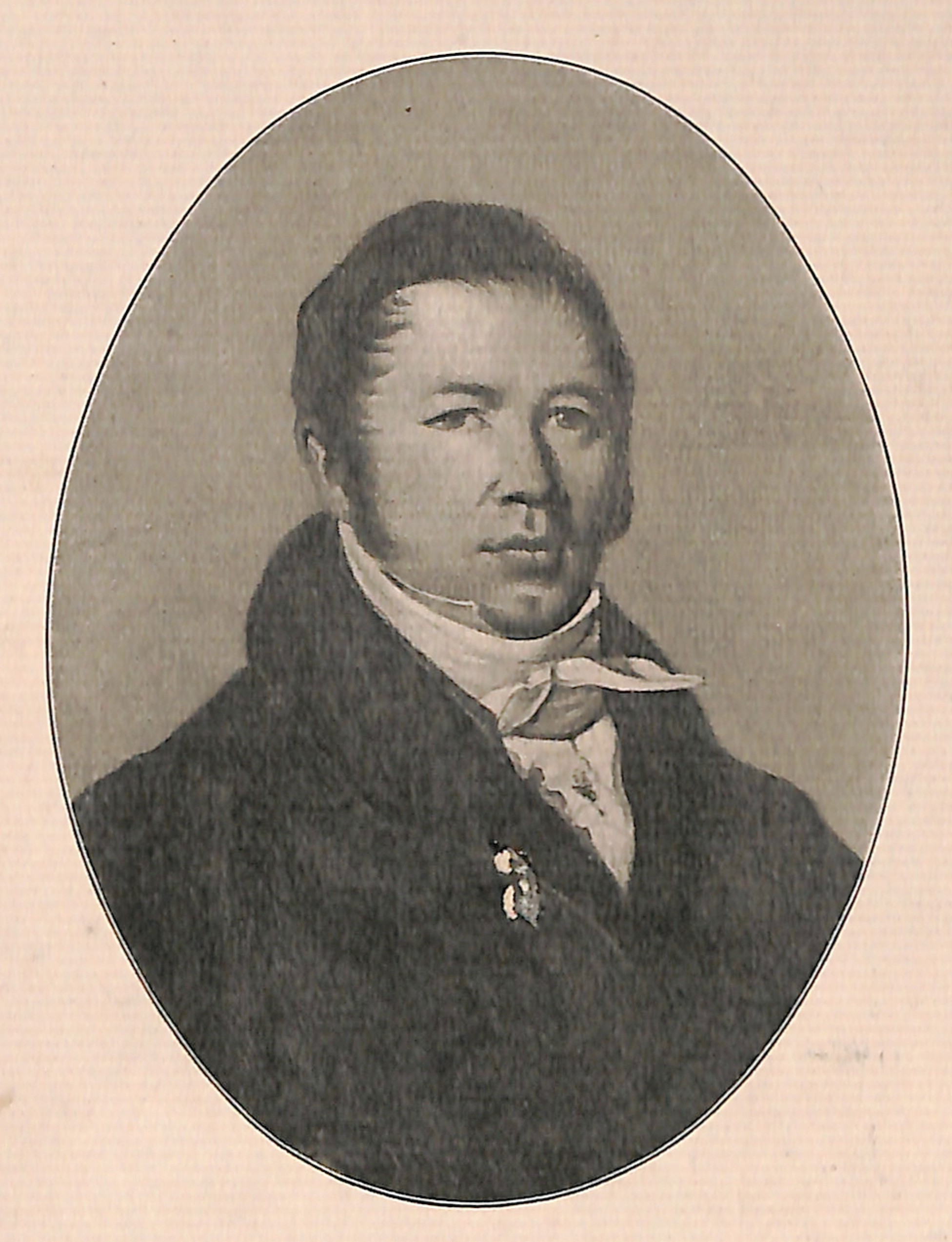
Johann Traugott Schneider

Johann Traugott Schneider (* 14. November 1788 in Friedersdorf, a. d. Landeskrone in der Oberlausitz; † 17. November 1835 in Görlitz) war ein preußischer Landesbeamter und Regionalhistoriker der Oberlausitz.

## Leben
Schneider war im Berufsleben Polizeisekretär geworden. Nebenberuflich entwickelte er ein reges Interesse an der Regionalgeschichte der Oberlausitz. Er wurde Mitglied der Naturforschenden Gesellschaft in Görlitz und fungierte vom 30. September 1816 bis Dezember 1819 sowie von Februar 1822 bis zum 17. November 1835 als deren Präsident. In seine Ära fiel die Gründung der Sektion Altertum der Gesellschaft.
In einer Zusammenfassung der Geschichte seines Geburtsorts Friedersdorf heißt es über ihn:

„Sein Name hat selbst in den entferntesten Ländern eine große Berühmtheit erlangt. Obwohl er keine gelehrte Bildung genossen, setzte er die Welt durch seinen unermüdlichen Eifer, seine rastlose Thätigkeit und geschickte Benutzung der Zeit in Erstaunen. Er war Präsident der Filial-Bibelgesellschaft zu Görlitz, Vorsteher des Vereins für christliche Erbauungsschriften und Direktor der naturforschenden Gesellschaft zu Görlitz, die ihm hauptsächlich ihre Begründung verdankt, und Mitglied von 15 diversen Vereinen und Gesellschaften.“

Schneider war bis zu seinem unerwarteten Tod Präsident der Naturforschenden Gesellschaft in Görlitz gewesen. Seine hohen Verdienste um die Gesellschaft, für deren Erhalt er sich unermüdlich und selbstlos eingesetzt hatte, hat sein unmittelbarer Nachfolger im Vereinsvorstand, Ludwig Hermann von Gersdorff, der bis 1837 Präsident war, in einer 1836 in Zittau gehaltenen Rede gewürdigt.

## Ehrungen
- Einem Fossil, das der Botaniker und Paläontologe Heinrich Göppert (1800–1884) in Tiefenfurt, Landkreis Bunzlau, in der Lausitz im Quadersandstein entdeckt hatte, gab dieser, um das Andenken Schneiders in der Wissenschaft zu verewigen, den Namen Credneria Schneideriana.[5][6]
- Ehrenmitglied des Königl. Sächsischen Vereins zur Erforschung und Aufbewahrung vaterländischer Altertümer in Dresden
- Ehrenmitglied der Naturforschenden Gesellschaft zu Leipzig
- Ehrenmitglied der Großherzoglich Weimarischen Sozietät für die gesamte Mineralogie in Jena
- Korrespondierendes Ehrenmitglied der Wetterauischen Gesellschaft für die gesamte Naturkunde zu Hanau
- Ehrenmitglied des Vogtländischen Altertumsforschenden Vereins zu Hohenleuben

## Werke (Auswahl)
- Beschreibung der heidnischen Begräbniss-Plätze zu Zilmsdorf in der Ober-Lausitz. Erstes Heft. Nebst einer Titel-Vignette und IV. lithographirten Tafeln. Görlitz 1827 (Online).
- Fortsetzung der Beschreibung heidnischer Begräbniss-Plätze zu ZILMSDORF in der Königl. Preuss. Ober-Lausitz. Zweites Heft, nebst IV lithographirten Tafeln. Görlitz 1835 (Online).
- Namen-Verzeichniss der Mitglieder der Naturforschenden Gesellschaft in Görlitz, übergeben am Stiftungsfeste, den 29. September 1831. Görlitz 1831 (Online).